# April Pearson
April Janet Pearson (Bristol, 23 januari 1989) is een Engelse actrice. Ze is vooral bekend in de rol van Michelle Richardson in het Britse tienerdrama Skins.

## Filmografie
- Bibliothèque nationale de France: cb159355985 (data)
- International Standard Name Identifier: 0000 0001 1951 4616
- Library of Congress Control Number: no2009012378
- Nationale Bibliotheek van Israël: 987012384849905171
- SNAC: w6xj24tw
- Virtual International Authority File: 78796536
- WorldCat: E39PBJqqkvr6Wgf4wvYMPV3vpP